# Mine Liumao
La mine de Liumao est une mine de graphite chinoise, située en Mongolie intérieure. 
Ses réserves sont estimées à 28,3 millions de tonnes de minerai à 16 % de graphite.